# Acassuso
Acassuso è una località del partido di San Isidro, nella provincia di Buenos Aires, in Argentina.

## Geografia
Acassuso sorge sulla sponda destra del Río de la Plata, a 19,5 km a nord-ovest di Buenos Aires.

## Infrastrutture e trasporti

### Ferrovie
Acassuso è servita da una stazione ferroviaria posta lungo la linea suburbana San Martín che unisce Buenos Aires con le località della parte nord-occidentale dell'area metropolitana bonaerense. Sul suo territorio si trova anche la stazione Las Barrancas del treno della Costa.